# Miss Universo Bangladés
Miss Universo Bangladés (en bengalí: মিস ইউনিভার্স বাংলাদেশ, romanizado: Misa i'unibhārsa bānlādēśa) es un concurso de belleza nacional en Bangladés. Se encarga de seleccionar a la representante del país para el concurso Miss Universo.

## Historia
Miss Universo Bangladés se lanzó oficialmente el 7 de septiembre de 2019. La corona del concurso se dio a conocer el 15 de octubre de 2019. Shirin Akter Shila se convirtió en la primera ganadora del concurso.
La ganadora de la segunda edición, Tangia Zaman Methila, debía representar al país en Miss Universo 2020 pero debido a restricciones de viaje se vio obligada a retirarse.

## Ganadoras
: Declarada como ganadora
     : Terminó como finalista
     : Terminó como una de las semifinalistas o cuartofinalistas
     : Terminó como ganadora de premios especiales
| Año                           | Zila/distrito | Miss Universo Bangladés | Posición en Miss Universo | Premios especiales | Notas |
| ----------------------------- | ------------- | ----------------------- | ------------------------- | ------------------ | --- |
| 2024                          | Daca          | Aniqa Alam              | Por competir              | Por competir       | |
| No compitió entre 2021 y 2023 |               |                         |                           |                    | |
| 2020                          | Daca          | Tangia Zaman Methila    | No compitió               | No compitió        | Tangia estaba programada para Miss Universo 2020, pero debido a restricciones de viaje no pudo competir. |
| 2019                          | Thakurgaon    | Shirin Akter Shila      | No clasificó              |                    | |